# Höchstädt im Fichtelgebirge
Höchstädt im Fichtelgebirge là một đô thị ở huyện Wunsiedel bang Bayern thuộc nước Đức.